# Almere Haven
Almere Haven ist der älteste Stadtteil von Almere. Obwohl Almere Haven keinen eigenen Bahnhof hat, ist es durch ein gutes Bus-Schnellbahnsystem gut an Amsterdam und den Rest von Almere angebunden.

## Stadtentwicklung
Der Stadtteil hat einen kleinen Hafen sowie einen Jachthafen und ist umgeben von großen Pappelwäldern mit Bussarden, Füchsen, kleinen Hirschen und Eulen. Die nächstgelegenen Wälder sind der Beginbos und der Waterlandsebos.
Almere Haven verfügt über ein Einkaufszentrum. Entlang des Grabens Kerkgracht (im Inneren des Einkaufszentrums) befinden sich auch Grachtenhäuser, die alten Grachtenhäusern in der Amsterdamer Innenstadt ähneln. Dies geschah, um den ersten Bürgern im Jahr 1975 das Gefühl zu geben, sich zu Hause zu fühlen, da sie zuvor in Amsterdam gelebt hatten.
Das erste Gebäude innerhalb des Einkaufszentrums war das multifunktionale Gebäude De Roef, das vor längerer Zeit geschlossen wurde. Das Gebäude wird nach wie vor aktiv genutzt; derzeit befindet sich dort ein Vögele Mode-Geschäft.
Die erste Schule von Almere (Haven) wurde 1978 in der Nachbarschaft De Werven gebaut. Sie hieß De Bijenkorf. Je mehr Schulen in Almere gebaut wurden und je mehr sich jüngere Menschen und Familien in anderen Teilen der Stadt niederließen, desto mehr verlor De Bijenkorf an Bedeutung und endete schließlich mit nur einer Handvoll Lehrer. Daher stand es zur Schließung an. Anstatt jedoch zu schließen, brannte das Gebäude im Dezember 1993 ab, weil die Leute Feuerwerkskörper durch den Briefkasten warfen. Das Gebäude wurde nie restauriert. Von dem Gebäude ist heute keine Spur mehr vorhanden, weil Anfang der 2000er Jahre Häuser auf dem ehemaligen Schulgelände gebaut wurden.
Einer der ersten Stadtteile von Almere Haven war De Werven. Es bietet unter anderem viel Grün, einen großen Park namens Stadswerfpark, ein Sportzentrum mit einem Außenspielplatz (Playground Stadswerfpark) speziell für Sport (wie ein Fußball- und Basketballfeld) und ein öffentliches Schwimmbadgebäude. Außerdem gibt es einen großen überwachten Spielplatz namens De Speelhaven.

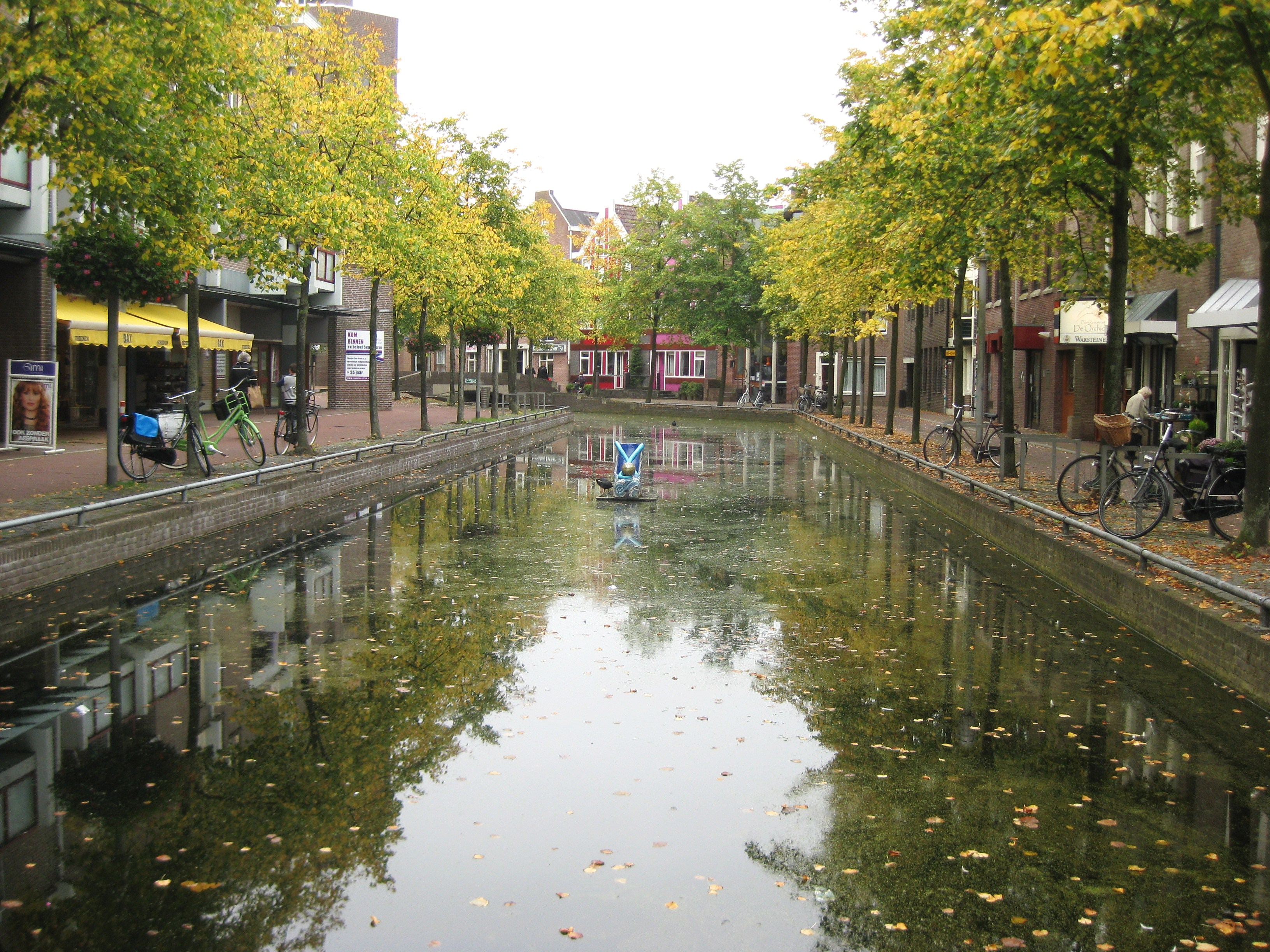
Kerkgracht Almere Haven

## Architektur und Infrastruktur
Almere Haven weist die idealistischste Architektur in Almere auf, denn das Ziel war der Bau einer Modellstadt auf dem neugewonnenen Land Flevoland. Die Stadt wurde geplant, bevor zunehmender Bevölkerungsdruck in Almere und steigende Immobilienpreise zu Kompromissen gegenüber der ursprünglichen Vision führten.
Fast alle Wohnsiedlungen sind so gebaut, dass sie Ausblicke auf Grün- und Freiflächen bieten, und jede Häusergruppe ist um einen kleinen Park herum gruppiert (obwohl sich dieses Konzept in neueren Gegenden geändert hat), in der Regel mit leichtem Zugang zu den umliegenden Wäldern, so dass die meisten Bewohner von Almere Haven nicht das Gefühl haben sollen, in einem Stadtgebiet zu leben.
Das Stadtgebiet von Almere Haven hat wenig Verkehr, Autoverschmutzung und Straßenlärm, da alle Straßen Sackgassen sind, die an eine gut getarnte Umgehungsstraße anschließen, die die einzige Zufahrt für Autos von und nach Almere Haven bietet, obwohl es auf diesen Umgehungsstraßen (insbesondere auf der Umgehungsstraße Noorderdreef) zu Stoßzeiten manchmal Staus gibt. Das Bus-Schnellbahnsystem umfasst eine große Schleife durch den gesamten Bezirk mit einer Bushaltestelle in fast jeder Nachbarschaft.

## Bevölkerungsentwicklung
|           | 1980  | 1985   | 1990   | 1995   | 2000   | 2005   | 2007   | 2016   |
| --------- | ----- | ------ | ------ | ------ | ------ | ------ | ------ | ------ |
| Einwohner | 6.596 | 21.410 | 22.355 | 22.376 | 22.237 | 22.590 | 22.507 | 22.037 |